# Cyprus op het Eurovisiesongfestival 1997
Cyprus nam deel aan het Eurovisiesongfestival 1997 in Dublin, Ierland. Het was de 16de deelname van het land op het Eurovisiesongfestival. De CyBC was verantwoordelijk voor de Cypriotische bijdrage voor de editie van 1997.

## Selectieprocedure
Net zoals het voorbije jaar koos men ervoor om via een nationale finale de kandidaat en het lied aan te duiden voor het festival. Het festival vond plaats in de Monte Caputo Nightclub in Limasol en werd gepresenteerd door Marina Maleni-Kyriazi. In totaal deden acht liedjes mee aan de nationale finale. De winnaar werd gekozen door een eenentwintigkoppige jury.
| Volgorde | Artiest                     | Lied                  | Punten | Plaats |
| -------- | --------------------------- | --------------------- | ------ | ------ |
| 1        | Giorgos Polychroniadis      | "Apopse den me niazi" | 91     | 5de    |
| 2        | Dalida Mitzi                | "Ta trena"            | 71     | 6de    |
| 3        | Charalambous Brountzos      | "Mia zografia"        | 106    | 4de    |
| 4        | Stelios Constantas          | I grammi tis ntropis  | 145    | 2de    |
| 5        | Spiros Spirakos             | "Essi"                | 70     | 7de    |
| 6        | Hara & Andreas Konstantinou | Mana mou              | 170    | 1ste   |
| 7        | Giorgos Stamataris          | "Xechnas"             | 113    | 3de    |
| 8        | Christina Lazarou           | "Pote"                | 54     | 8ste   |

## In Dublin
In Noorwegen trad Cyprus als eerste van 25 landen aan, voor Turkije. Het land behaalde een vijfde plaats met 98 punten. 
Men ontving twee keer het maximum van de punten. 

### Gekregen punten

#### Finale
| 12 punten                         | 10 punten                                               | 8 punten             | 7 punten             | 6 punten            |
| --------------------------------- | ------------------------------------------------------- | -------------------- | -------------------- | ------------------- |
| - Griekenland - IJsland           | - Nederland - Spanje                                    |                      | - Denemarken - Malta |                     |
| 5 punten                          | 4 punten                                                | 3 punten             | 2 punten             | 1 punt              |
| - Duitsland - Verenigd Koninkrijk | - Frankrijk - Italië - Kroatië - Slovenië - Zwitserland | - Ierland - Portugal | - Noorwegen          | - Estland - Rusland |

### Punten gegeven door Cyprus

#### Finale
Punten gegeven in de finale:
| 12 punten | Griekenland         |
| 10 punten | Spanje              |
| 8 punten  | Ierland             |
| 7 punten  | Verenigd Koninkrijk |
| 6 punten  | Italië              |
| 5 punten  | Malta               |
| 4 punten  | Kroatië             |
| 3 punten  | Frankrijk           |
| 2 punten  | Slovenië            |
| 1 punt    | Estland             |

1981 · 1982 · 1983 · 1984 · 1985 · 1986 · 1987 · 1988 · 1989 · 1990 · 1991 · 1992 · 1993 · 1994 · 1995 · 1996 · 1997 · 1998 · 1999 · 2000 · 2001 · 2002 · 2003 · 2004 · 2005 · 2006 · 2007 · 2008 · 2009 · 2010 · 2011 · 2012 · 2013 · 2014 · 2015 · 2016 · 2017 · 2018 · 2019 · 2020 · 2021 · 2022 · 2023 · 2024 · 2025